# Pachelbelové z Hájí
Pachelbelové z Hájí (německy Pachelbel von Gehag, nebo Pachelbl von Gehag) je starý šlechtický rod z Čech, zmiňovaný od konce 14. století, v roce 1610 povýšený do říšského šlechtického stavu.

## Dějiny

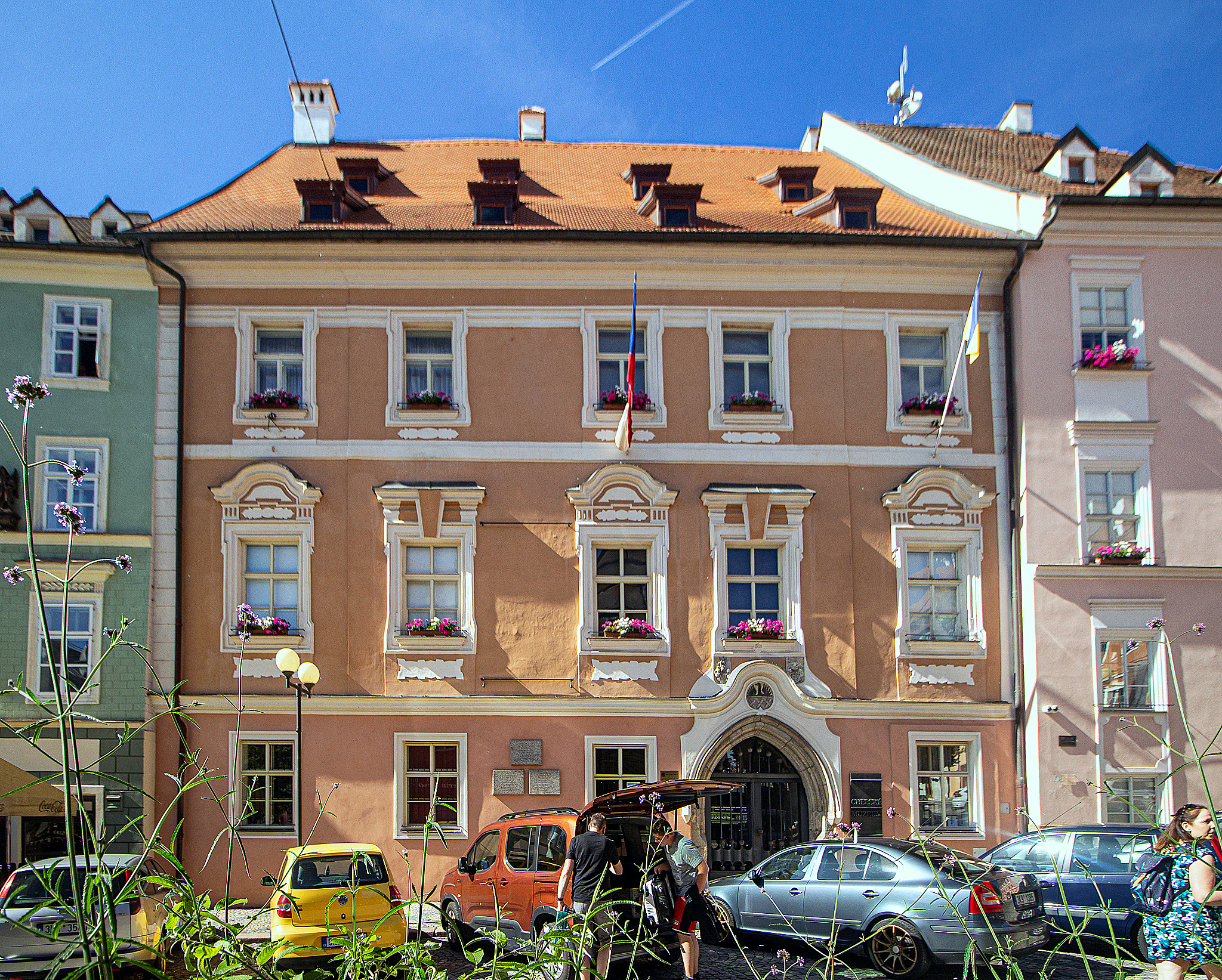
Pachelbelův dům na náměstí Krále Jiřího z Poděbrad v Chebu, který vlastnil Wolf Adam v letech 1619–1620.

První zmínka o rodu, resp. o sedlákovi jménem Pachelbel (Elbel am Bach), se objevuje v listině z roku 1395 v Oschwitzi poblíž Arzbergu. Tím začíná nepřerušená linie rodu, včetně Hanse Pachelbela († 1440), radního v Chebu. 
Jeho vnuk Wolfgang Pachelbel, starosta Wunsiedelu, obdržel 23. července 1528 ve Špýru erbovní listinu. Jeho vnuci, bratranci Wolfgang, pán na Podhradí (něm. Pograth), Harleßi a Hájích (Gehag), starosta Chebu, a Alexander Pachelbl, majitel Dunkelhammeru poblíž Wunsiedelu, byli 19. června 1610 v Praze povýšeni do říšského šlechtického stavu s predikátem „z Gehagu". 
Falcko-zweibrückenský vyslanec v Paříži, Jiří Vilém Pachelbel (Georg Wilhelm Pachelbel), 4. srpna 1759 ve Vídni obdržel potvrzení říšského titulu s predikátem „z Gehagu“. 
4. prosince 1907 obdržel pruský komorník a rytmistr Carl z Pachelbel-Gehagu (Carl von Pachelbel-Gehag), majitel svěřenství na Nehringen-Keffenbrinku získal pruský titul svobodného pána „von Pachelbel-Gehag-Ascheraden“ a primogenituru se souvisejícím nerozděleným panstvím sv. pánů Schoultzů z Ascheradenu Nehringen, Keffenbrink, Dorow a Rodde a Camper v někdejším německém okrese Grimmen, dnes Přední Pomořansko-Rujána.

## Erb
Rodový erb má modrý štít se zeleným pahorkem, na němž stojí zlatý pelikán s roztaženými křídly a se zobákem deroucím si peří na hrudi. Na přilbě s modrým a zlatým krytím je pelikán ve stejném postoji.  U Siebmachera je pelikán v blasonu stříbrný a stojící v hnízdě. 

## Významní členové rodiny
- Wolf Adam Pachelbel z Gehagu (1599–1649), český patricij a starosta Chebu
- Jiří Vilém z Pachelbelu (1717–1784), německý diplomat
- Jindřich Kristián Fridrich z Pachelbel-Gehagu (1763–1838), německý vládní radní a okresní prezident
- August Jindřich z Pachelbel-Gehagu (1795–1857), pruský důstojník, státní úředník a vlastník půdy
- Rüdiger z Pachelbelu (1926–2011), německý diplomat